# Монтесано-сулла-Марчеллана
Монтесано-сулла-Марчеллана (итал. Montesano sulla Marcellana) — коммуна в Италии, располагается в регионе Кампания, в провинции Салерно.
Население составляет 7285 человек, плотность населения составляет 67 чел./км². Занимает площадь 109 км². Почтовый индекс — 84033. Телефонный код — 0975.
Покровителем коммуны почитается святитель Николай, Мирликийский Чудотворец, празднование 6 декабря.